# Trắc một hạt
Bài về loài thực vật khác cùng tên Me nước, xin xem thêm Pithecellobium dulce.
Trắc một hạt hay còn gọi me nước (danh pháp khoa học: Dalbergia candenatensis) là một loài thực vật có hoa trong họ Đậu. Loài này được (Dennst.) Prain miêu tả khoa học đầu tiên.